# Abida vasconica
Abida vasconica is een slakkensoort uit de familie van de Chondrinidae. De wetenschappelijke naam van de soort is voor het eerst geldig gepubliceerd in 1882 door Kobelt.